# Pamber
Pamber est une paroisse civile  du Hampshire, en Angleterre.